# Ommata poecila
Ommata poecila är en skalbaggsart som beskrevs av Bates 1873. Ommata poecila ingår i släktet Ommata och familjen långhorningar.
Artens utbredningsområde är Uruguay. Inga underarter finns listade i Catalogue of Life.